# Tōru Furuya
Tōru Furuya (Yokohama, 31 luglio 1953) è un attore e doppiatore giapponese.
Furuya è un seiyū storico, in attività fin da bambino. Attualmente è impiegato nella agenzia Aoni Production. I suoi ruoli più importanti della sua carriera sono stati sicuramente quelli di Amuro Ray (Mobile Suit Gundam), Hyouma Hoshi (Tommy la stella dei Giants), Pegasus (I Cavalieri dello zodiaco), Yamcha (Dragon Ball), Kyōsuke Kasuga (Orange Road) e Mamoru Chiba/Tuxedo Mask (Sailor Moon). In Pretty Guardian Sailor Moon Crystal per il ruolo di Mamoru Chiba/Tuxedo Mask viene sostituito da Kenji Nojima.
In una occasione ha utilizzato lo pseudonimo "Noboru Sougetsu" nel cast di Mobile Suit Gundam 00 per il ruolo di Livonze Almark (anche se ha usato il suo vero nome nel ruolo di narratore della stessa serie).

## Anime

### TV
- 21-emon (Wantonaku Kōshaku)
- AKAGI (Narratore)
- Akūdai Taisakusen Scramble (Jet)
- BAKI (Narratore)
- Baki Hanma (Narratore)
- Black Jack (Dr. Daigo Ōedo)
- Cooking Papa (Toshio Nekkota)
- Tantei gakuen Q (Hitoshi Shinoda)
- Detective Conan (Tooru Amuro)
- Dragon Ball (Yamcha, Kogamera)
- Dragon Ball GT (Bakku)
- Dragon Ball Z (Yamcha)
- Dragon Ball Kai (Yamcha)
- Dragon Ball Super (Yamcha)
- Dragon Quest (Abel)
- Dr. Slump (Suppaman)
- Groizer X (Jō Umisaka)
- Great Teacher Onizuka (Suguru Teshigawara)
- Highschool! Kimen-gumi (Harumage Don)
- Hyōga Senshi Gaisragger (Ken Shiki)
- InuYasha (Sfera dei Quattro Spiriti)
- Kaizoku Ōji (Kid)
- Katri, Girl of the Meadows (Matti)
- È quasi magia Johnny (Kyōsuke Kasuga)
- Kyashan Sins (Kyashan)
- Kyojin no Hoshi (Hyōma Hoshi)
- Maeterlinck's Blue Bird: Tyltyl and Mytyl's Adventurous Journey (Tyltyl)
- Marine Snow no Densetsu (Hiro Umino)
- Piccoli problemi di cuore (Shin'ichi Namura)
- Mobile Suit Gundam (Amuro Ray)
- Mobile Suit Gundam 00 (Narratore, Ribbons Almark)
- Mobile Suit Gundam GQuuuuuuX (Unità Endymion)
- Mobile Suit Z Gundam (Amuro Ray)
- Nine (Katsuya Niimi)
- Nanako SOS (Shūichi Iidabashi)
- One Piece (Daddy Masterson, Sabo (ep. 663-1116))
- Plawres Sanshiro (Shingu Narita)
- Sailor Moon (Mamoru Chiba/Tuxedo Kamen/Endymion)
- I Cavalieri dello zodiaco e Saint Seiya Ω (Pegasus)
- Shin Taketori Monogatari: 1000-nen Joō (Daisuke Yomori)
- Star Blazers (Daisuke Tokugawa)
- Space Carrier Blue Noah (Shin Himoto)
- Jeeg Robot - Uomo d'acciaio (Hiroshi Shiba)
- Stop!! Hibari-kun (Kōsaku Sakamoto)
- Kazoku Robinson Hyōryūki Fushigi na Shima no Furōne (Franz Robinson)
- Tokusō Kihei Dorvack (Mugen Shinjin)
- Tōshi Gōdean (Ryōma Okamoto)
- Twin Hawks (Taka Sawatari)
- Ultimate Girl (UFOman)
- Lamù (Shingo Oniwaban e Tobimaro Mizukonoji)
- Video Senshi Laserion (Takashi Katori)
- Yakyūkyō no Uta (Yamai)

### OAV
- Arcade Gamer Fubuki (Mysterious Person)
- Black Jack (Leslie (young))
- Kimagure Orange Road (Kyōsuke Kasuga)
- Kyōfu Shinbun (Rei Onigata)
- Kyūkyoku Chōjin R (Tsuyoshi)
- Legend of the Galactic Heroes (Andrew Fork)
- One Pound Gospel (Kosaku Hatanaka)
- Prefectural Earth Defense Force (Hiroaki Narita)
- Sailor Moon series (Mamoru Chiba)
- Saint Seiya: Meiō Hades Jūnikyūhen (Pegasus Seiya)
- Sūpā Mario Burazāzu: Pīchi-Hime Kyushutsu Dai Sakusen! (Mario)
- Sūpā Mario's Snow White, Sūpā Mario's Momotaro, e Sūpā Mario's Issun-bōshi
- Urusei Yatsura series (Shingo Oniwaban)
- Utsunomiko: Tenjōhen (Utsunomiko)

### Film
- Be Forever Yamato (Daisuke Tokugawa)
- Dragon Ball series (Yamcha)
- Dragon Ball Z series (Yamcha)
- Final Yamato (Daisuke Tokugawa)
- Genma Taisen (Jō Azuma)
- The Legend of Sirius (Sirius)
- Lupin III - Trappola mortale (Panish)
- È quasi magia Johnny - Una difficile scelta (Kyōsuke Kasuga)
- È quasi magia Johnny - Un amore infinito… (Kyōsuke Kasuga)
- Kyojin no Hoshi series (Hyōma Hoshi)
- Mobile Suit Gundam I (Amuro Ray)
- Mobile Suit Gundam II: Ai · Senshi Hen (Amuro Ray)
- Mobile Suit Gundam III: Meguriai Uchū Hen (Amuro Ray)
- Mobile Suit Gundam - Il contrattacco di Char (Amuro Ray)
- Mobile Suit Z Gundam: Heirs to the Stars (Amuro Ray)
- Mobile Suit Z Gundam II: Lovers (Amuro Ray)
- Nine (Katsuya Niimi)
- Paprika - Sognando un sogno (Dr. Kosaku Tokita)
- Pokémon il film - Mewtwo colpisce ancora (Sorao)
- Queen Millennia (Daisuke Yomori)
- Film di Sailor Moon (Mamoru Chiba)
- Film dei Cavalieri dello zodiaco (Pegasus)
- Verso la Terra... (Tony)

### Videogiochi
- Another Century's Episode series (Amuro Ray)
- Cyberbots: Full Metal Madness (Jin Saotome)
- Daemon X Machina (Diablo)
- Detective Pikachu (Mewtwo)
- Detective Pikachu: il ritorno (Mewtwo)
- Dragon Ball Z: Budokai (Yamcha)
- Dragon Ball Z: Budokai 2 (Yamcha)
- Dragon Ball Z: Budokai 3 (Yamcha)
- Dragon Ball Z: Budokai Tenkaichi (Yamcha)
- Dragon Ball Z: Budokai Tenkaichi 2 (Yamcha)
- Dragon Ball Z: Budokai Tenkaichi 3 (Yamcha)
- Dragon Ball Z: Burst Limit (Yamcha)
- Dragon Ball: Origins (Yamcha)
- Dragon Ball Z: Infinite World (Yamcha)
- Dragon Ball: Revenge of King Piccolo (Yamcha)
- Dragon Ball: Raging Blast (Yamcha)
- Dragon Ball: Origins 2 (Yamcha)
- Dragon Ball Z: Tenkaichi Tag Team (Yamcha)
- Dragon Ball: Raging Blast 2 (Yamcha)
- Dragon Ball Z: Ultimate Tenkaichi (Yamcha)
- Dragon Ball Z: Battle of Z (Yamcha)
- Dragon Ball Xenoverse (Yamcha)
- Dragon Ball Xenoverse 2 (Yamcha)
- Dragon Ball FighterZ (Yamcha)
- Dragon Ball Legends (Yamcha)
- Dragon Ball Z: Kakarot (Yamcha)
- Dragon Ball: Sparking! Zero (Yamcha)
- Dragon Shadow Spell (Suihi)
- Dynasty Warriors: Gundam (Amuro Ray)
- Dynasty Warriors: Gundam 2 (Amuro Ray)
- Dynasty Warriors: Gundam 3 (Amuro Ray, Ribbons Almark)
- Excitebike: Bun Bun Mario Battle Stadium (Mario)
- Fire Emblem Heroes (Freyr)
- Granblue Fantasy (Tooru Amuro)
- I Cavalieri dello zodiaco - Il Santuario (Pegasus)
- Jump Force (Sabo)
- Kessen II (Ryūgentoku)
- Like a Dragon: Infinite Wealth (Bryce Fairchild)
- Menkyo wo Torō! series (Yūichi Amano)
- Mobile Suit Gundam: Journey to Jaburo (Amuro Ray)
- Mobile Suit Gundam: Encounters in Space (Amuro Ray)
- Namco X Capcom (Pac-Man)
- One Piece: Pirate Warriors 3 (Sabo)
- One Piece: Burning Blood (Sabo)
- One Piece: World Seeker (Sabo)
- One Piece: Pirate Warriors 4 (Sabo)
- One Piece Odyssey (Sabo)
- Overdrivin' DX (Vehicle Commentary Narration)
- Sega Rally 2 (Narration)
- Ski Jumping Pairs: Reloaded
- Super Robot Wars Alpha (Amuro Ray)
- Super Robot Wars Alpha Gaiden (Amuro Ray)
- Super Robot Wars Alpha 2 (Hiroshi Shiba, Amuro Ray)
- Super Robot Wars Alpha 3 (Hiroshi Shiba, Amuro Ray)
- Super Robot Wars A Portable (Amuro Ray)
- Super Robot Wars Z (Amuro Ray)
- Super Robot Wars Z2: Destruction Chapter (Amuro Ray)
- Super Robot Wars Z2: Rebirth Chapter (Amuro Ray, Ribbons Almark)
- Super Robot Wars Z3: Hell Chapter (Amuro Ray)
- Super Robot Wars Z3: Heaven Chapter (Amuro Ray)
- Super Robot Wars V (Amuro Ray)
- Super Robot Wars X (Amuro Ray)
- Super Robot Wars T (Amuro Ray, Fader Zone)
- Super Robot Wars 30 (Amuro Ray)
- Xenoblade Chronicles 2 (Godfrey)

## Cartoni statunitensi
- Drawn Together (Wooldoor Sockbat)

## Doppiaggio

### Film d'animazione
- Dragon Ball Z - La storia di Trunks (Yamcha)